# Вуйцицкий, Роман
Роман Мирослав Вуйцицкий (пол. Roman Mirosław Wójcicki; 8 января 1958 года, Ныса, Польша) — польский футболист, выступал на позиции центрального защитника. Бронзовый призёр чемпионата мира 1982 года.

## Карьера

### Клубная
Футбольную карьеру начинал в ныской «Стали», куда пришёл в возрасте 11 лет в 1969 году. Первоначально играл в нападении. В 1975 году выиграл с составе Стали 3 место на Общепольской Спартакиаде Молодёжи. Там его заметили селекционеры опольской Одры.
В 1976 году в молодёжном составе Одры стал вице-чемпионом страны. В финале Одра крупно проиграла краковской Висле (5:1). Единственный мяч опольской команды в этой игре забил Роман. После этого был переведён в основную команду клуба. В 1977 году завоевал Кубок польской лиги. 24 июля 1977 году дебютировал в Высшей лиге в матче с Полония (Бытом). Проявил себя в матче Кубка УЕФА с Магдебургом, когда практически выключил из игры звезду немецкого клуба Йоахима Штрайха. В дебютном сезоне занял 10 место в итоговом опросе на звание лучшего футболиста Польши. В сезоне 1979 года стал играть на позиции центрального защитника. 1979 год закончил на 5 месте в опросе.
В 1980 году был призван на военную службу и перешёл в армейский вроцлавский Шлёнск. Дебютировал за новый клуб в майской игре с Завишей и забил единственный гол в матче. Привёл команду к бронзовым наградам чемпионата. В 1982 году завоевал со Шлёнском серебряные награды чемпионата.
В 1982 году демобилизовавшись, перешёл в лодзинский Видзев. С клубом выиграл серебро чемпионата и вышел в полуфинал Кубка Чемпионов. В четвертьфинале с Ливерпулем полностью закрыл лучшего бомбардира Европы Иана Раша. Осенью забил великолепный гол в Кубке УЕФА в ворота пражской Спарты. Стал 2 в опросе на лучшего польского футболиста. В 1984 году в третий раз подряд стал серебряным призёром чемпионата и был признан лучшим игроком года. В 1985 году завоевал третье место в лиге и Кубок Польши, забив в том числе и победный мяч в послематчевых пенальти в финале кубка. В 1986 году снова бронзовый призёр польского чемпионата.
В 1986 году перешёл в состав дебютанта Бундеслиги Хомбург, что-бы заработать больше средств к существованию. В 1988 году вылетел с командой во Вторую лигу. Перешёл в состав другого вылетевшего из Бундеслиги клуба — Ганновер 96. В 1990 году стал финалистом кубка ФРГ. В 1992 году выиграл с клубом новый Кубок Германии.
Окончил Высшую спортивную школу в Кёльне, получив диплом тренера.
Летом 1993 года перешёл в клуб региональной лиги ТСВ Хафельзе, где стал играющим тренером. Затем тренировал команды из низших лиг и молодёжные команды.

### В сборной
26 сентября 1975 года дебютировал в составе молодёжной сборной Польши в матче с молодёжной сборной ГДР.
5 апреля 1978 года был заявлен на матч главной сборной с греками, а неделю спустя дебютировал в игре со сборной Ирландии в Лодзи. Был в составе сборной на Чемпионате мира в Аргентине, но на поле не вышел. На чемпионате мира в Испании участвовал в выигранном матче за третье место со сборной Франции.
После чемпионата мира стал постоянным игроком сборной на позиции центрального защитника. На его карьере в сборной не сказался даже автогол, забитый в матче со сборной Советского Союза в отборочном турнире к чемпионату Европы в Хожуве.
В 1984 году выиграл со сборной Польши Кубок Неру, на котором стал лучшим бомбардиром с 3 голами.
Участник чемпионата мира 1986 года в Мексике.
Карьеру в сборной закончил весной 1989 года, проведя в ней 62 матча и забив 2 гола (только в официальных матчах, не считая, к примеру, кубка Неру). Также провёл 6 игр в юниорской сборной, 10 в молодёжной, 9 в составе второй сборной (2 гола). За все 62 игры получил всего 4 жёлтых карточки и ни одной красной.

## Достижения
- Бронзовый призёр чемпионата мира: 1982
- Обладатель Кубка Польской лиги: 1977
- Обладатель Кубка Польши: 1985
- Обладатель Кубка Германии: 1992

## Личная жизнь
Проживает в Германии. Кроме тренировки команд из низших лиг Нижней Саксонии, работает физиотерапевтом в Нойштадт-ам-Рюбенберге. Имеет также и немецкое гражданство